# Serrat de les Saleres Velles
El Serrat de les Saleres Velles és una serra al municipi d'Amer a la comarca de la Selva, amb una elevació màxima de 770 metres.